# مود راسيل إنجلاند
مود راسيل إنجلاند (بالإنجليزية: Maud Russell England)‏ هي مُدرسة نيوزيلندية، ولدت في 30 ديسمبر 1863، وتوفيت في 12 مايو 1956.